# الكتيبة الثانية من مشاة البحرية التاسعة
الكتيبة الثانية من مشاة البحرية التاسعة ( 2/9 ) كانت كتيبة مشاة تابعة لقوات مشاة البحرية الأمريكية. تشكلت الوحدة خلال الحرب العالمية الأولى، ولعبت دورًا أساسيًا في هزيمة القوات اليابانية في معركتي جوام و«إيو جيما» خلال الحرب العالمية الثانية. تميزت الكتيبة خلال الدفاع في معركة «كيه سان» خلال حرب فيتنام، وشاركت لاحقًا في الغزو المشؤوم لجزيرة «كوه تانج» في كمبوديا، بهدف إنقاذ طاقم سفينة امريكية. خلال عملية عاصفة الصحراء، كانت الكتيبة بمثابة الكتيبة الرائدة لقوة المشاة البحرية الثالثة.